# Julienne Uwacu
Julienne Uwacu là một chính trị gia ở Rwanda, người từng giữ chức bộ trưởng nội các thể thao và văn hóa trong Nội các Rwanda, kể từ ngày 24 tháng 2 năm 2015. Trong cuộc cải tổ nội các ngày 31 tháng 8 năm 2017, Julienne Uwacu vẫn giữ lại danh mục đầu tư của mình.

## Lý lịch
Bà sinh ra ở Rwanda, khoảng năm 1979.

## Sự nghiệp
Sự nghiệp chính trị của bà bắt đầu trước năm 2008, khi bà giữ chức Phó Thị trưởng của huyện Nyabihu, chịu trách nhiệm về kinh tế và phát triển. Năm 2008, bà được bầu vào quốc hội, phục vụ trong khả năng đó cho đến tháng 2/2015. Khi còn ở trong quốc hội, bà là "phó chủ tịch ủy ban quốc hội về đối ngoại, hợp tác và an ninh".
Năm 2015, bà tiếp quản dây cương tại Bộ thể thao và văn hóa Rwandan (Minispoc); người phụ nữ đầu tiên phục vụ trong khả năng đó, thay thế Joseph Habineza, người bị loại khỏi nội các.

## Cá nhân
Julienne Uwacu đã kết hôn và là mẹ của ba đứa trẻ.